# Aegocera tigrina
Aegocera tigrina is een vlinder uit de familie uilen (Noctuidae). De wetenschappelijke naam van deze soort is voor het eerst geldig gepubliceerd in 1882 door Druce.
De soort komt voor in tropisch Afrika.